# Лимер, Эдвард
Эдвард Эмори Лимер (англ. Edward Emory Leamer; 24 мая 1944 года — 25 февраля 2025 года) — американский экономист, эконометрик, эмерит глобальной экономики и менеджмента школы менеджмента Калифорнийского университета в Лос-Анджелесе. Член НАН США (2025, посмертно).

## Биография
В 1968 году окончил Принстонский университет со степенью бакалавра математики, позже — Мичиганский университет со степенью магистра математики, а в 1970 году стал доктором философии по экономике. После недолгой работы ассистент-профессором и доцентом в Гарвардском университете, в 1975 году присоединился преподавательскому составу Калифорнийского университета в Лос-Анджелесе в качестве профессора экономики. В 1990 году начал преподавать в школе менеджмента университета.
Являлся членом Американской академии искусств и наук и действительным членом Эконометрического общества. Также являлся сотрудником Национального бюро экономических исследований и время от времени выступал в МВФ и Совете управляющих Федеральной резервной системы. Лимер работал в Совете экономических консультантов при губернаторах Калифорнии Уилсоне и Шварценеггере и при мэре Лос-Анджелеса Гарсетти. Был членом Консультативного совета Бюро экономического анализа. В 2005—2006 годах возглавлял комиссию Национальной академии наук по аутсорсингу и представил отчет в Торговую палату и Конгресс США. В 2014 году получил награду за выдающиеся достижения в области антимонопольного судопроизводства в экономике, ежегодно присуждаемую Американским антимонопольным институтом. На президентских выборах в 2016 году был кандидатом в вице-президенты при независимом кандидате Лоуренсе Котликоффе.
Работая в школе менеджмента в Андерсоне, занимался прогнозированием. В декабре 2000 года стал одним из немногих, кто предсказал рецессию 2001 года. С июня 2002 года начал предупреждать о перегретом рынке жилья, который наверняка вызовет проблемы для экономики в будущем. В августе 2007 года на ежегодном симпозиуме ФРС в Джексон-Хоуле выступил за особое таргетирование жилья.
Являлся автором более 120 статей и пяти книг. В своих работах, посвящённых прикладной эконометрике, занимался переосмыслением эконометрической практики. Особо известной стала его статья 1983 года «Давайте не будем заниматься очковтирательством в эконометрике», которая стала катализатором повышения внимания к экономической риторике и эконометрике в частности.
Лимер скончался 25 февраля 2025 года в возрасте 80 лет.

## Избранная библиография
- «Количественная международная экономика» (1970)
- Ad Hoc Inference with Nonexperimental Data, Wiley, 1978. Chapter preview links.
  - Статистический анализ неэкспериментальных данных : выбор формы связи / Пер. с англ. О. В. Ивановой, Ю. П. Федоровского; под ред. и с предисл. А. А. Рывкина. — М. : Финансы и статистика, 1983. — 381 с. : ил.
- «Давайте не будем заниматься очковтирательством в эконометрике» (1983)
- «Источники международных сравнительных преимуществ: Теория и свидетельства» (1985)
- «Справочник по эконометрике» (2007)
- «Увязка теории с данными: Это основная проблема международной экономики» (2007)
- «Макроэкономические паттерны и истории» (2009)
- «Экономическое ремесло: Уроки формируют систему Хекшера-Олина» (2012)